# Primera División Extremeña
La Primera División Extremeña es el sexto nivel de competición masculina y el cuarto nivel en competición femenina de la liga española de fútbol que se disputa en la comunidad autónoma de Extremadura (España). La organiza la Federación Territorial Extremeña de Fútbol.

## Sistema de Liga

#### Fase Regular
Liga a doble vuelta. (4 grupos)

#### 2.ª Fase
Fase de Ascenso;
Se clasificarían los 4 primeros de cada uno de los 4 grupos formando 4 grupos.
Los primeros clasificados disputarán el ascenso directo (Ronda de Campeones), mientras 
que los segundos, terceros y cuartos disputarán una eliminatoria previa. 
La ronda de campeones se disputará en formato copa a ida y vuelta. El partido de ida se 
disputará en el campo del equipo que se extraiga en primer lugar en el sorteo. 
El  resto  de  eliminatorias  se  disputarán  en  formato  copa  de  ida  y  vuelta. Los segundos 
clasificados se enfrentarán con los cuartos clasificados. El partido de ida se disputará en los 
equipos clasificados en cuarto lugar. No se podrán enfrentar equipos del mismo grupo. La 
eliminatoria de los terceros clasificados la ida se disputará en el campo del equipo que salga 
en primer lugar en el sorteo. 
Los  dos  ganadores de la eliminatoria de Ronda de Campeones ascenderán a Tercera División RFEF. 
Los dos equipos perdedores se enfrentarán a los 6 vencedores de las eliminatorias entre 
los segundos, terceros y cuartos. 
Nuevamente en formato Copa, con eliminatorias de ida y vuelta se enfrentarán por sorteo 
los equipos mejores clasificados contra los peores (hasta donde fuese posible) e 
intentando, hasta donde fuese posible, que no se enfrentarán equipos del mismo grupo. El 
partido  de  ida  se  disputará en  el  campo  del  equipo  peor  clasificado. En caso  que  ambos 
equipos hayan logrado el mismo puesto clasificatorio, el partido de ida se disputará en el 
campo del equipo que por orden de extracción de bola haya salido en primer lugar. 
Los 4 ganadores se enfrentarán en una nueva eliminatoria de ida y vuelta, con las normas 
indicadas en el párrafo anterior. 
Los  dos  ganadores de  la  última eliminatoria  se  enfrentarán  en  ida y  vuelta.  El  partido  de 
ida  se  disputará  en  el  campo  del  equipo  peor  clasificado.  En  caso  que  ambos  equipos 
tuvieran  el  mismo  puesto  clasificatorio  se  realizará  un  sorteo  para  dilucidar  el  orden  de 
partidos. El ganador de esta última eliminatoria ascenderá a Tercera División RFEF.
Los clasificados en los puestos 14.º y 15.º disputan un "play-out" por eludir el descenso a la Segunda División Extremeña. El clasificado en el puesto 16.º desciende automáticamente a la citada división.

##### Fase de Permanencia
Esta fase la compondrán 16 equipos, los clasificados del 8.º al 11.º lugar de la fase regular 
en la que se jugarán tres eliminatorias en formato Copa a ida y vuelta, descendiendo el 
clasificado la posición 12.ª de cada grupo de fase regular. 
Los equipos clasificados en el puesto 8.ª se enfrentarán a los clasificados en el puesto 11.º, 
y los equipos clasificados en el puesto 9.º a los clasificados en el puesto 10.º. El partido de 
ida se jugará en el equipo peor clasificado y no pudiéndose enfrentar equipos del mismo 
grupo.
Los vencedores de dichas eliminatorias mantendrán la categoría en 1.ª división Extremeña. 
Los  equipos  perdedores  de  la  eliminatoria  anterior,  se  enfrentarán  en  nueva  nueva 
eliminatoria  a  ida  y  vuelta.  Se  enfrentarán  los  mejores  clasificados  contra  los  peores 
clasificados  (hasta  donde  fuera  posible),  y  también,  hasta  donde  fuera  posible,  no  se 
enfrentarán equipos del mismo grupo. 
Los perdedores de esta última eliminatoria descenderán a Segunda División Extremeña.

#### ClasificaciónCopa del Rey
Estas  eliminatorias  la  jugarán  los  clasificados  del  5.º  al  7.º  lugar  de  la  fase  regular,  quedando 
exento los 5.º clasificados en la primera eliminatoria. 
La primera eliminatoria enfrentará a los equipos mejores clasificados con los peores clasificados 
por sorteo, jugándose los partidos a ida y vuelta. Los clasificados en las posiciones 7.º jugarán la 
ida como local, no enfrentándose equipos del grupo. 
La  segunda  eliminatoria  enfrentará  los  vencedores  de  la  eliminatoria  primera  con  los  5.º 
clasificados enfrentándose los mejores clasificados con los peores posición hayan ocupado en la 
fase regular por sorteo. Los clasificados en la posición 5.º jugarán la ida como visitantes.
La  tercera  eliminatoria  enfrentará  a  los  vencedores  de  la  segunda  eliminatoria  siendo  esta 
eliminatoria por sorteo sin condicionante alguno. 
Los vencedores  jugarán la final a  partido  único en una sede que determinará Federación Extremeña de Fútbol.

## Equipos 2024-25
| Grupo 1                       |
| ----------------------------- |
| C.P. Amanecer                 |
| C.D.F. Torreorgaz             |
| A.D. Ciudad de Plasencia C.F. |
| U.P. Plasencia                |
| C.P. Cabezuela                |
| C.P. Chinato                  |
| C.F. Casar de Cáceres         |
| C.P. Moraleja                 |
| Moralo C.P. "B"               |
| C.P. Montehermoso             |
| C.P. Talayuela                |
| C.P. Malpartida               |

| Grupo 2                |
| ---------------------- |
| C.D. Badajoz “B”       |
| C.P. Don Bosco         |
| C.D. Gévora            |
| S.C. La Garrovilla     |
| C.D. Valdelacalzada    |
| C.D. Guadiana          |
| C.P. Cheles            |
| C.P. Sanvicenteño      |
| U.D. Talavera          |
| C.F. San Jorge         |
| C.P. Racing Valverdeño |

| Grupo 3                    |
| -------------------------- |
| C.D. Gimnástico Don Benito |
| C.D. San Serván            |
| C.D. Quintana              |
| A.D. Valdefuentes          |
| C.D. Don Álvaro            |
| C.D. Zarceño               |
| C.D. Racing Mérida Imperio |
| C.P. Guareña               |
| C.D. Cabeza del Buey       |
| C.D. Hernán Cortés         |
| C.F. Campanario            |
| Olympic Peleño F.C.        |

| Grupo 4                  |
| ------------------------ |
| C.P. Gran Maestre        |
| C.D. Zafra               |
| Atlético Torremejía C.F. |
| C.D. Santa Marta         |
| U.C. La Estrella         |
| C.P. Oliva               |
| C.D. Usagre              |
| C.P. Belenense           |
| E.M.D. Acehuchal         |
| U.D. Fuente de Cantos    |
| U.D. Bienvenida          |
| E.M.D. Solana            |

## Campeones
| Temporada | Grupo I                       | Grupo II                  | Grupo III             | Grupo IV              | Grupo V               |
| --------- | ----------------------------- | ------------------------- | --------------------- | --------------------- | --------------------- |
| 2013-14   | C.P. Sanvicenteño             | C.D. Badajoz              | C.P. Valdivia         | No hubo grupos IV y V | No hubo grupos IV y V |
| 2014-15   | C.P. Amanecer                 | EMD Aceuchal              | U.C. La Estrella      | No hubo grupos IV y V | No hubo grupos IV y V |
| 2015-16   | U.D. Plasencia                | U.D. Montijo              | U.C. La Estrella      | No hubo grupos IV y V | No hubo grupos IV y V |
| 2016-17   | C.F. Trujillo                 | U.D. Talavera             | C.D. Castuera         | No hubo grupos IV y V | No hubo grupos IV y V |
| 2017-18   | C.P. Montehermoso             | A.D. Lobón                | A.D. Llerenense       | No hubo grupos IV y V | No hubo grupos IV y V |
| 2018-19   | C.F. Trujillo                 | A.D. Lobón                | U.D. Fuente de Cantos | No hubo grupos IV y V | No hubo grupos IV y V |
| 2019-20   | C.P. Chinato                  | C.A. Pueblonuevo          | U.C. La Estrella      | No hubo grupos IV y V | No hubo grupos IV y V |
| 2020-21   | C.F. Jaraíz                   | C.D. Badajoz B            | C.P. Oliva            | C.D. Valdelacalzada   | C.P. Guareña          |
| 2021-22   | C.P. Montehermoso             | C.A. Pueblonuevo          | Campanario C.F.       | U.C. La Estrella      | No hubo grupo V       |
| 2022-23   | C.F. Jaraíz                   | C.P. Valverdeño           | C.D. Santa Amalia     | S.C. La Garrovilla    | No hubo grupo V       |
| 2023-24   | C.P. Chinato                  | E.F. Puebla de la Calzada | C.D. Santa Amalia     | C.D. Extremadura 1924 | No hubo grupo V       |
| 2024-25   | A.D. Ciudad de Plasencia C.F. | C.D. Gévora               | C.D. Cabeza del Buey  | U.C. La Estrella      | No hubo grupo V       |

- Con motivo de la Pandemia del Covid 19, la Temporada 2020-2021 se formaron cinco grupos siguiendo criterios de proximidad. En la Temporada posterior, el número de grupos se redujo a cuatro.

## Temporadas
- 2006-07
- 2007-08
- 2008-09
- 2009-10
- 2010-11
- 2011-12
- 2012-13
- 2013-14
- 2014-15
- 2015-16
- 2016-17
- 2017-18
- 2018-19
- 2019-20
- 2020-21
- 2021-22
- 2022-23

## Otras Divisiones
| 1.ª | Primera División de España |
| 2.ª | Segunda División de España |
| 3.ª | Primera Federación         |
| 4.ª | Segunda Federación         |
| 5.ª | Tercera Federación         |
| 7.ª | Segunda División Extremeña |

- Datos: Q5837898